# فرنسيس غريغوري (ضابط)
فرنسيس غريغوري (بالإنجليزية: Francis Gregory)‏ هو ضابط أمريكي، ولد في 9 أكتوبر 1789 في نوروولك في الولايات المتحدة، وتوفي في 4 أكتوبر 1866 في بروكلين في الولايات المتحدة.